# 島田真之
島田 真之（しまだ まさゆき、1946年3月17日 - ）は、日本の元脚本家。東京都出身。1970年代に東映の特撮ヒーロー番組を多く手掛けた。 

## 主な作品

### 脚本
- 仮面ライダーシリーズ（MBS / 東映）
  - 仮面ライダー（1971年 - 1973年）
  - 仮面ライダーV3（1973年 - 1974年）
  - 仮面ライダーX（1974年）
- 刑事くん（TBS / 東映）
  - 第2部（1972年 - 1973年）
- 好き! すき!! 魔女先生（1971年 - 1972年、ABC / 東映）
- 超人バロム・1（1972年、YTV / 東映）
- 変身忍者 嵐（1972年、NET / 東映）
- 人造人間キカイダー（1972年 - 1973年、NET / 東映）
- 魔人ハンター ミツルギ（1973年、CX / 国際放映）
- キカイダー01（1973年、NET / 東映）
- イナズマン（1973年 - 1974年、NET / 東映）
- イナズマンF（1974年、NET / 東映）
- がんばれ!!ロボコン（1974年 - 1977年、NET / 東映）
- 宇宙大帝ゴッドシグマ（1980年 - 1981年、12ch / 東映エージエンシー）※アニメ作品

### 作詞
- たたかえ! サイクロン（『仮面ライダー』挿入歌）
- 不死身の男（『仮面ライダーV3』挿入歌）※丘灯至夫と共作
- 平和の戦士サナギマン（『イナズマンF』挿入歌）